# Parthenocissus inserta
Parthenocissus inserta là một loài thực vật hai lá mầm trong họ Nho. Loài này được (A.Kern.) Fritsch miêu tả khoa học đầu tiên năm 1922.